# VV Leeuwarden in het seizoen 1954/55
Het seizoen 1954/1955 was het eerste jaar in het bestaan van de Leeuwardense betaaldvoetbalclub Leeuwarden. De club kwam uit in de Eerste klasse A en eindigde daarin op de 11e plaats, dit betekende dat de club in het nieuwe seizoen uitkwam op het één-na-hoogste voetbalniveau Eerste klasse.

## Wedstrijdstatistieken

### Eerste klasse A(afgebroken)
|       | AGOVV | Blauw-Wit | DWS   | Elinkwijk | GVAV  | Haarlem | Heerenveen | HVC   | Sportclub Enschede | Vitesse | VSV   | Wageningen |
| ----- | ----- | --------- | ----- | --------- | ----- | ------- | ---------- | ----- | ------------------ | ------- | ----- | ---------- |
| Thuis | –     | 2 – 0     | 0 – 2 | –         | 1 – 2 | –       | –          | 3 – 2 | –                  | –       | 1 – 0 | –          |
| Uit   | –     | –         | –     | –         | –     | –       | 3 – 2      | –     | 0 – 2              | 0 – 1   | –     | –          |

### Eerste klasse A
|       | Amsterdam | DOS   | Emma  | Excelsior | Go Ahead | Holland Sport | LONGA | MVV   | NAC   | Roda Sport | Stormvogels | Veendam | Zwolsche Boys |
| ----- | --------- | ----- | ----- | --------- | -------- | ------------- | ----- | ----- | ----- | ---------- | ----------- | ------- | ------------- |
| Thuis | 1 – 3     | 2 – 1 | 1 – 1 | 3 – 1     | 1 – 1    | 1 – 2         | 5 – 2 | 1 – 2 | 1 – 7 | 0 – 1      | 0 – 0       | 1 – 3   | 3 – 2         |
| Uit   | 3 – 0     | 4 – 1 | 2 – 0 | 1 – 1     | 0 – 1    | 3 – 1         | 2 – 2 | 2 – 3 | 5 – 1 | 2 – 2      | 5 – 2       | 3 – 5   | 1 – 1         |

## Statistieken Leeuwarden 1954/1955

### Eindstand Leeuwarden in de Nederlandse Eerste klasse A 1954 / 1955
| Stand | Gespeeld | Gewonnen | Gelijk | Verloren | Punten | Doelpunten voor | Doelpunten tegen |
| ----- | -------- | -------- | ------ | -------- | ------ | --------------- | ---------------- |
| 11e   | 26       | 7        | 7      | 12       | 21     | 40              | 59               |

### Eindstand Leeuwarden in de Nederlandse Eerste klasse A 1954 / 1955 (afgebroken)
| Stand | Gespeeld | Gewonnen | Gelijk | Verloren | Punten | Doelpunten voor | Doelpunten tegen |
| ----- | -------- | -------- | ------ | -------- | ------ | --------------- | ---------------- |
| 4e    | 9        | 6        | 0      | 3        | 12     | 14              | 10               |

### Topscorers
| #      | Naam              | Goal |
| ------ | ----------------- | ---- |
| 1.     | Arp Hiemstra      | 12   |
| 2.     | Johannes Bakker   | 8    |
| 3.     | Jan Hoekema       | 7    |
| 4.     | Kees van der Leij | 6    |
| 5.     | Frans Hoekstra    | 3    |
| 6.     | Rinke Schaafsma   | 2    |
| 7.     | Hennie Bom        | 1    |
| 7.     | Gerrit Kramer     | 1    |
| Totaal | Totaal            | 40   |

| #      | Naam            | Goal |
| ------ | --------------- | ---- |
| 1.     | Johannes Bakker | 4    |
| 2.     | Jan Hoekema     | 3    |
| 3.     | Joop Ferwerda   | 2    |
| 3.     | Frans Hoekstra  | 2    |
| 5.     | Jitse de Groot  | 1    |
| 5.     | Willem Jansen   | 1    |
| 5.     | Sake Zittema    | 1    |
| Totaal | Totaal          | 14   |